# Бочетт, Листон
Листон Доннил Бочетт Третий (англ. Liston Donneal Bochette III; род. 16 июня 1957, Форт-Майерс, Флорида) — американский и пуэрториканский легкоатлет, бобслеист, спортивный функционер. В 1980-х годах выступал за сборную Пуэрто-Рико по лёгкой атлетике, тогда как в 1990-х представлял страну в бобслее. Чемпион Игр Центральной Америки и Карибского бассейна, участник трёх зимних Олимпийских игр.

## Биография
Листон Бочетт родился 16 июня 1957 года в городе Форт-Майерс, штат Флорида.
Занимался лёгкой атлетикой во время учёбы в старшей школе, уже на юниорском уровне показывал высокие результаты, получал статус всеамериканского спортсмена. Продолжил спортивную карьеру в Университете штата Флорида, состоял в местной легкоатлетической команде, проходил подготовку под руководством именитого тренера Джимми Карнса, успешно выступал на различных студенческих соревнованиях.
Первого серьёзного успеха на международном уровне добился в сезоне 1982 года, когда вошёл в состав пуэрториканской национальной сборной и выступил на Играх Центральной Америки и Карибского бассейна в Гаване, где в зачёте десятиборья превзошёл всех соперников и завоевал золото.
Будучи студентом, в 1983 году представлял Пуэрто-Рико в десятиборье на Всемирной Универсиаде в Эдмонтоне — стартовый этап, бег на 100 метров, прошёл неудачно и в связи с этим досрочно завершил выступление.
Впоследствии решил попробовать себя в бобслее и на этом поприще также добился определённых успехов. Так, в 1992 году в паре с Дугласом Росадо занял 40-е место в двойках на зимних Олимпийских играх в Альбервиле.
В 1994 году являлся знаменосцем делегации Пуэрто-Рико на Олимпийских играх в Лиллехаммере, при этом выступал в программе четвёрток и показал на финише 25-й результат.
В 1998 году стартовал в четвёртках на Олимпийских играх в Нагано, в ходе третьего заезда их экипаж был дисквалифицирован.
Помимо занятий спортом Бочетт также проявил себя как спортивный функционер, занимал руководящие посты в ряде спортивных организаций Пуэрто-Рико.